# Comité olympique d'Andorre
Pour les articles homonymes, voir COA.
Le Comité olympique andorran (COA) (en catalan : Comité Olímpic Andorrà) est le comité national olympique de l'Andorre. 
Il représente le pays au Comité international olympique (CIO) et fédère les fédérations sportives andorranes. Il fait partie des Comités olympiques européens. Le comité est fondé en 1971 et reconnu par le Comité international olympique en 1975.